# 苏雄站
苏雄站（彝語北部方言： sux xop）是一个成昆线上的铁路车站，位于四川省甘洛县苏雄镇苏雄。车站建于1966年:225，2019年新建候车厅一座。车站目前为四等站，邮政编码为616856，目前客运办理旅客乘降，不办理货运业务。
苏雄站设有3条股道。站场上行为黑西洛隧道，下行侧的部分站场设在节姆会达三线大桥上:225。下行侧为苏雄隧道。其中苏雄二号隧道采用从中部挖横洞向两侧对接的方法。但由于计算失误，横洞掘进部分偏离4.5米，无法和洞口掘进部分对接，导致150米的掘进部分报废回填。

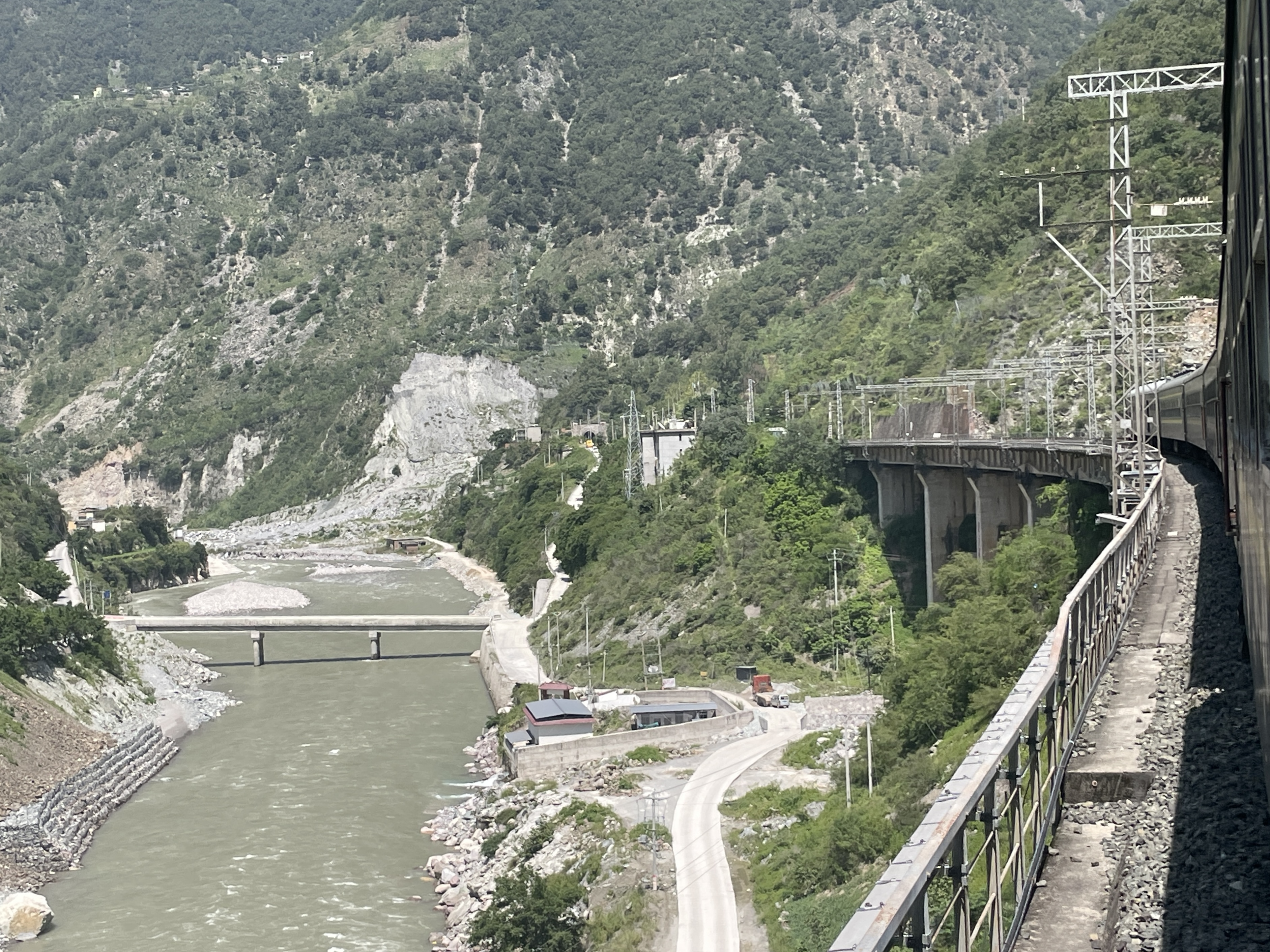
牛日河和苏雄三线大桥
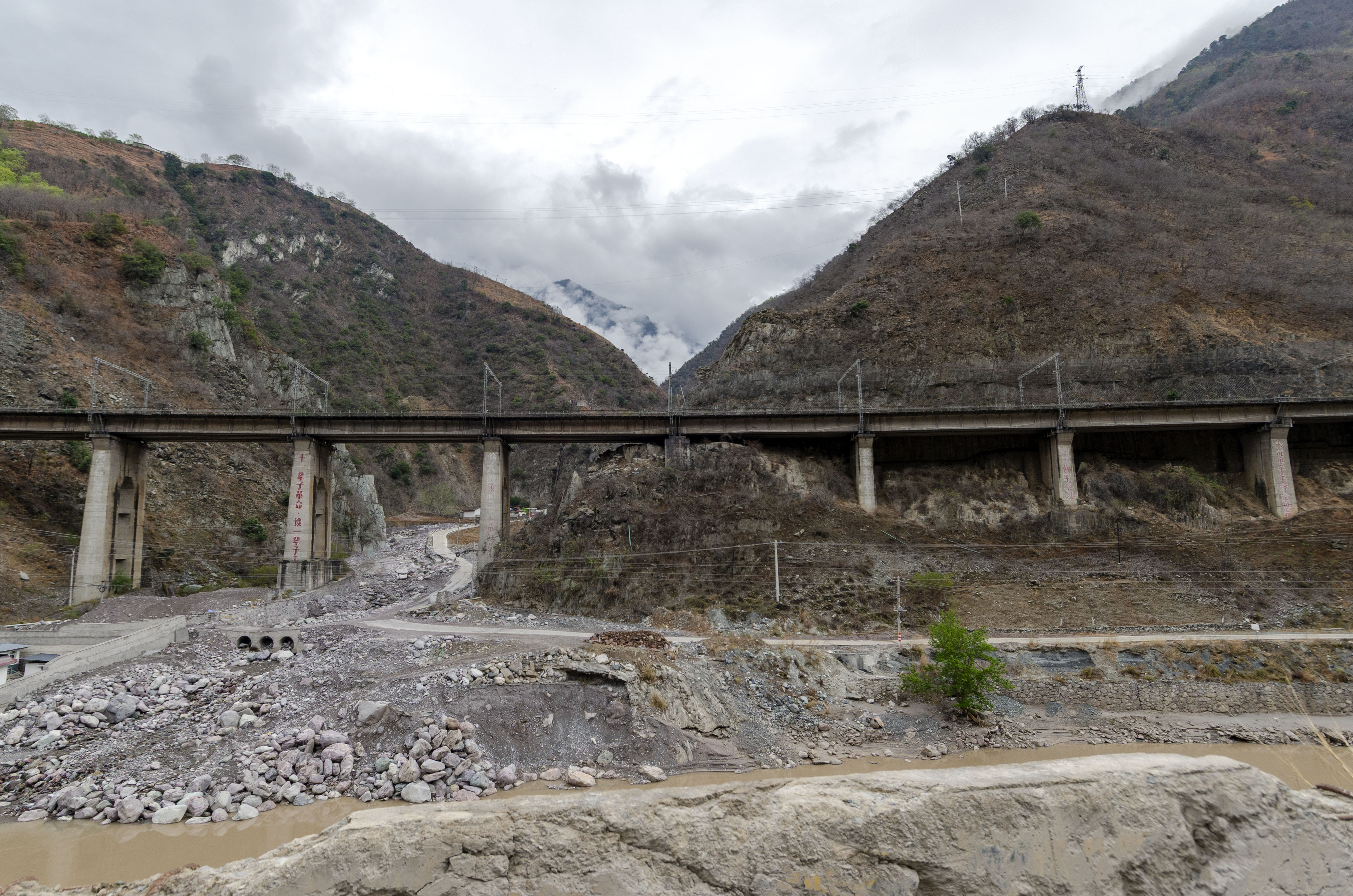
远眺苏雄三线大桥
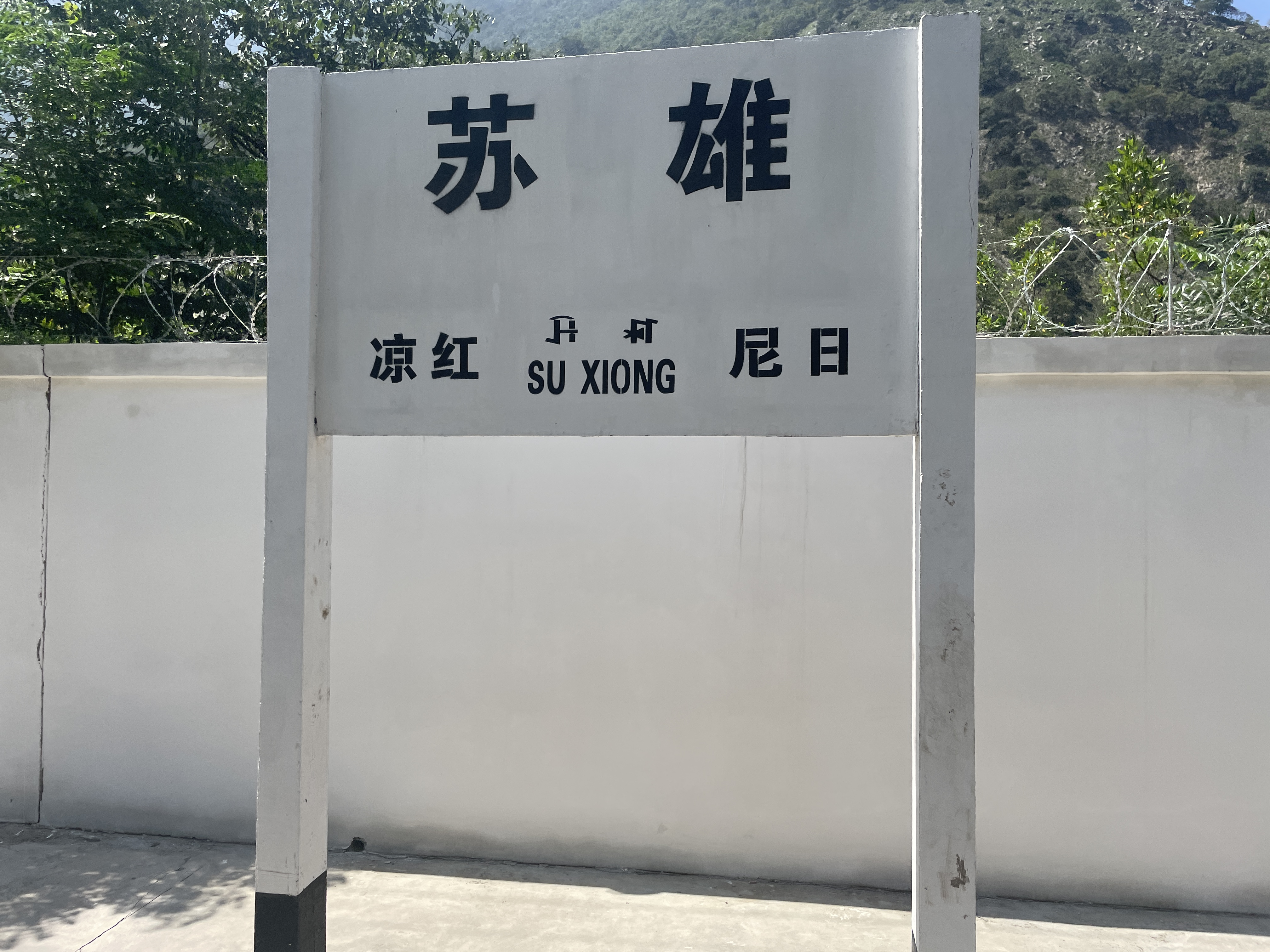
车站站房
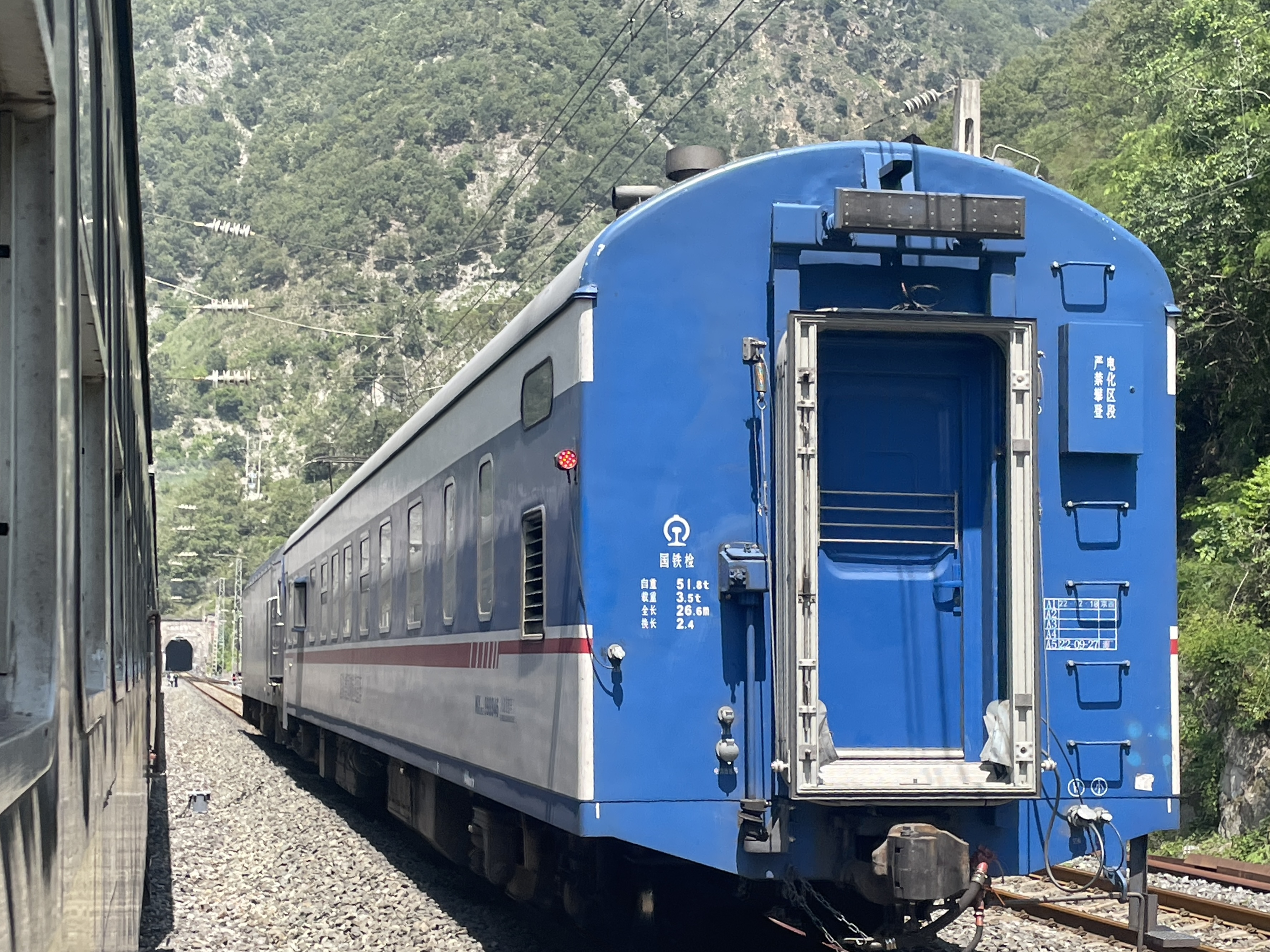
轨道维修车在站内
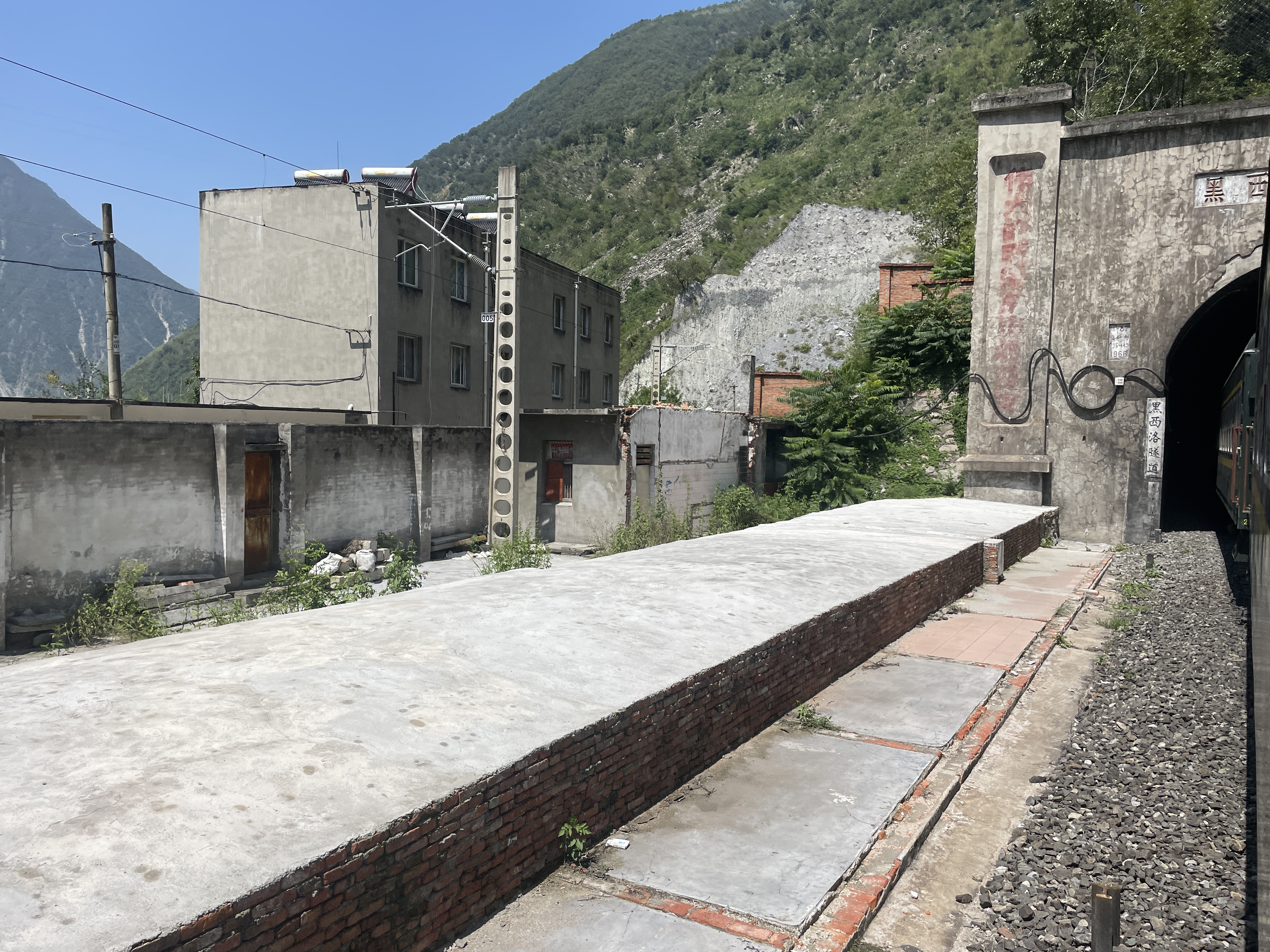
上行咽喉的苏雄维修工区和黑西洛隧道

## 事故
1984年5月11日晚上6时50分，因当地持续降雨导致切奇洛夺沟发生泥石流灾害，涌入车站下行苏雄一号隧道口成昆铁路K297+181处，覆盖线路30余米。7时30分，870次列车使经该路段时和泥石流体相撞使5辆货车脱线，造成成昆铁路中断28小时3分:225。
因持续降雨，2020年8月30日甘洛县阿兹觉乡黑西洛沟发生山洪泥石流，造成位于本站上行方向K295+375处黑西洛铁路桥被冲毁，成昆铁路中断。铁路部门利用工务轨道车转运当地受灾群众至甘洛县城。该事故是1981年利子依达事故后成都局集团管内发生的最大泥石流灾害。铁路部门计划在黑西洛沟建设带引流管涵的混凝土路基使铁路临时恢复通车，于9月13日抢通。远期计划架设明洞加渡槽以保证安全。